# エコ配

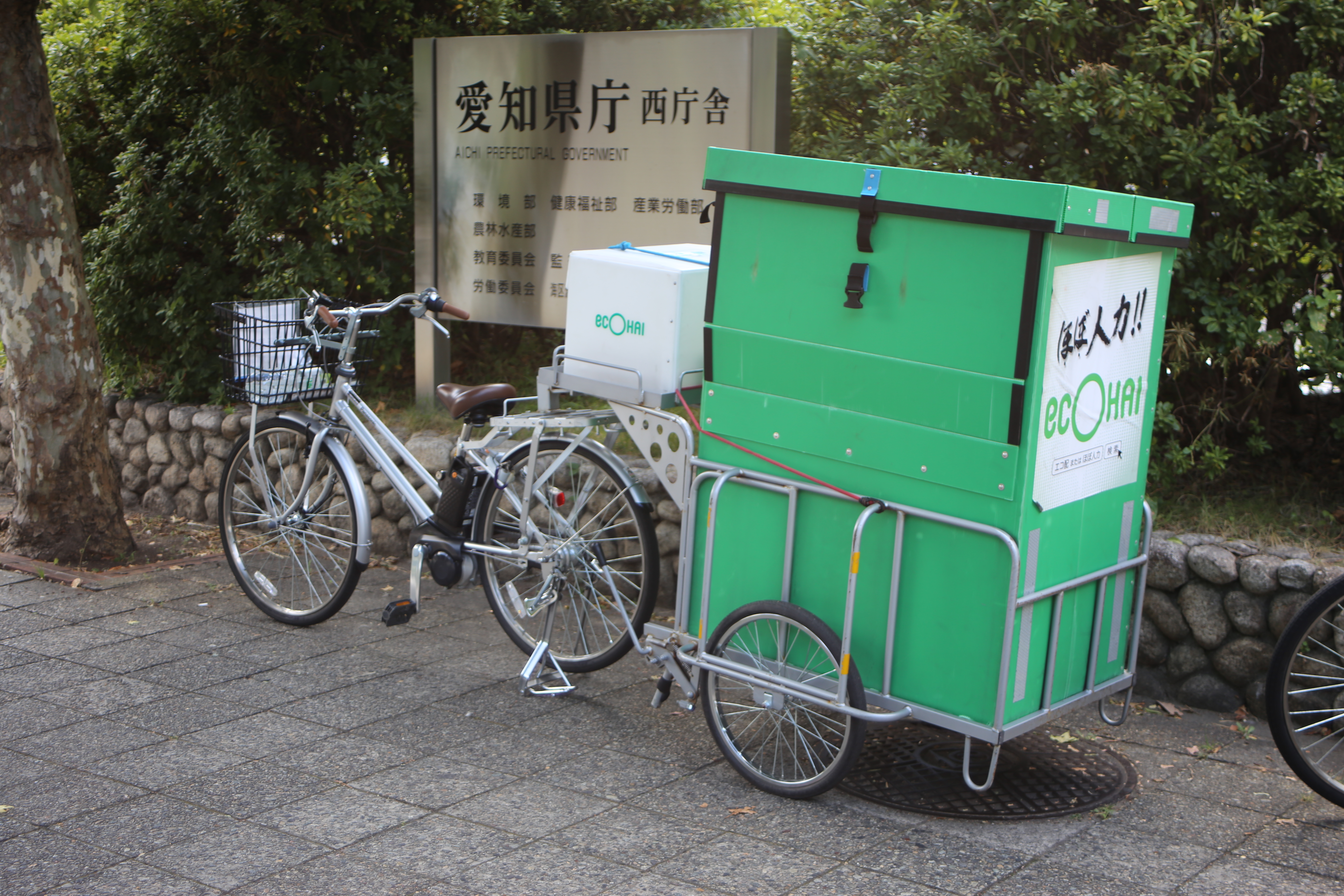
配達用車両（名古屋市中区、2018年8月）

株式会社エコ配（エコはい）は、東京都港区に本社を置く宅配便事業を行っている日本の運送会社である。

## 概要
株式会社エコ配は、ジャパンブリッジが物流工作のブランドで実施してきた、エリア限定宅配便サービス事業を継承し発足。2012年7月より、全国宛の宅配便サービスを実施している。2013年3月8日、楽天と資本・業務提携した。
2015年9月、アスクル株式会社と資本・業務提携契約を締結 。2016年8月、日本郵便株式会社との協力体制による配送を開始。2017年2月 、「Yahoo!ショッピング」の出店事業者向けに限定した、格安宅配サービス「エコ配 エコプラスEC」の提供を開始。2017年11月、子会社である株式会社ecoプロパティーズ、物流不動産アセットマネジメント事業を開始。
2021年10月18日、株式会社エコ配は、株式会社エコ配ホールディングスに商号変更。同日、株式会社エコ配ホールディングスより会社分割にて、新会社「株式会社エコ配」が設立。今まで株式会社エコ配ホールディングス（旧商号：株式会社エコ配）が運営していた宅配便事業を、新会社「株式会社エコ配」が承継。